# Fri variation
Fri variation innebär att ett fonems olika allofoner kan uppträda utan att den omedelbara språkliga kontexten kräver en given allofon, det vill säga talaren har fritt val bland ett antal allofoner.
Termen används även om ett morfems allomorfer, när dessa ej är betingade av kontext.